# Vtáčkovia, siroty a blázni
Vtáčkovia, siroty a blázni (francouzsky Les Oiseaux, les orphelins et les fous) je slovensko-francouzský dramatický film z roku 1969 režiséra Juraje Jakubiska. Šílený svět bez ideálů, plný násilí, cynizmu, beznaděje a v něm trojice zvláštních samotářů, která přežívá jen díky „bláznovství“ – životu založeném na principu hry a filozofii radosti. Mozaikovité podobenství se odehrává v blíže neurčeném času a prostoru.

## Děj
Hlavní postavy, Yorick, Marta a Andrej, si do boje proti bezútěšnému světu dobrovolně nasadí masku bláznů, která jim umožňuje stát se imunními vůči beznaději. Rozehrávají společně absurdní hru, která již od počátku nemá šanci dopadnout dobře. To i v úvodu naznačuje samotný režisér, kdy se prostřednictvím dětského hlasu přimlouvá k divákovi a přiznává, že příběh skončí tragicky – to by nám ale nemělo bránit v smíchu, protože i hrdinové filmu se smějí až do poslední chvíle. Bláznovství je droga. Anebo jako říká Yorick: „jen blázen může být svobodným člověkem.“